# Pogonocherus sturanii
Pogonocherus sturanii – gatunek chrząszcza z rodziny kózkowatych. 

## Zasięg występowania
Endemit Półwyspu Iberyjskiego, prawdopodobnie występuje na całym jego obszarze z wyjątkiem Gór Kantabryjskich. Notowano go w hiszpańskich prowincjach Teruel, Ávila, Palencia, Salamanka, León' Soria, Valladolid, Zamora, Madryt, Walencja, Castellón, Albacete, Cuenca, Guadalajara, Cáceres oraz w andaluzyjskich prowincjach Kadyks, Grenada i Jaén.

## Biologia i Ekologia
Zamieszkuje gęste i dobrze zachowane lasy sosnowe. Larwy żerują na obumierających bądź martwych gałęziach sosny alepskiej i sosny czarnej spp. salzmanii. Parazytoidem tego gatunku jest błonkówka Lestricus secalis.